# Peintures rupestres de la Tadrart Rouge

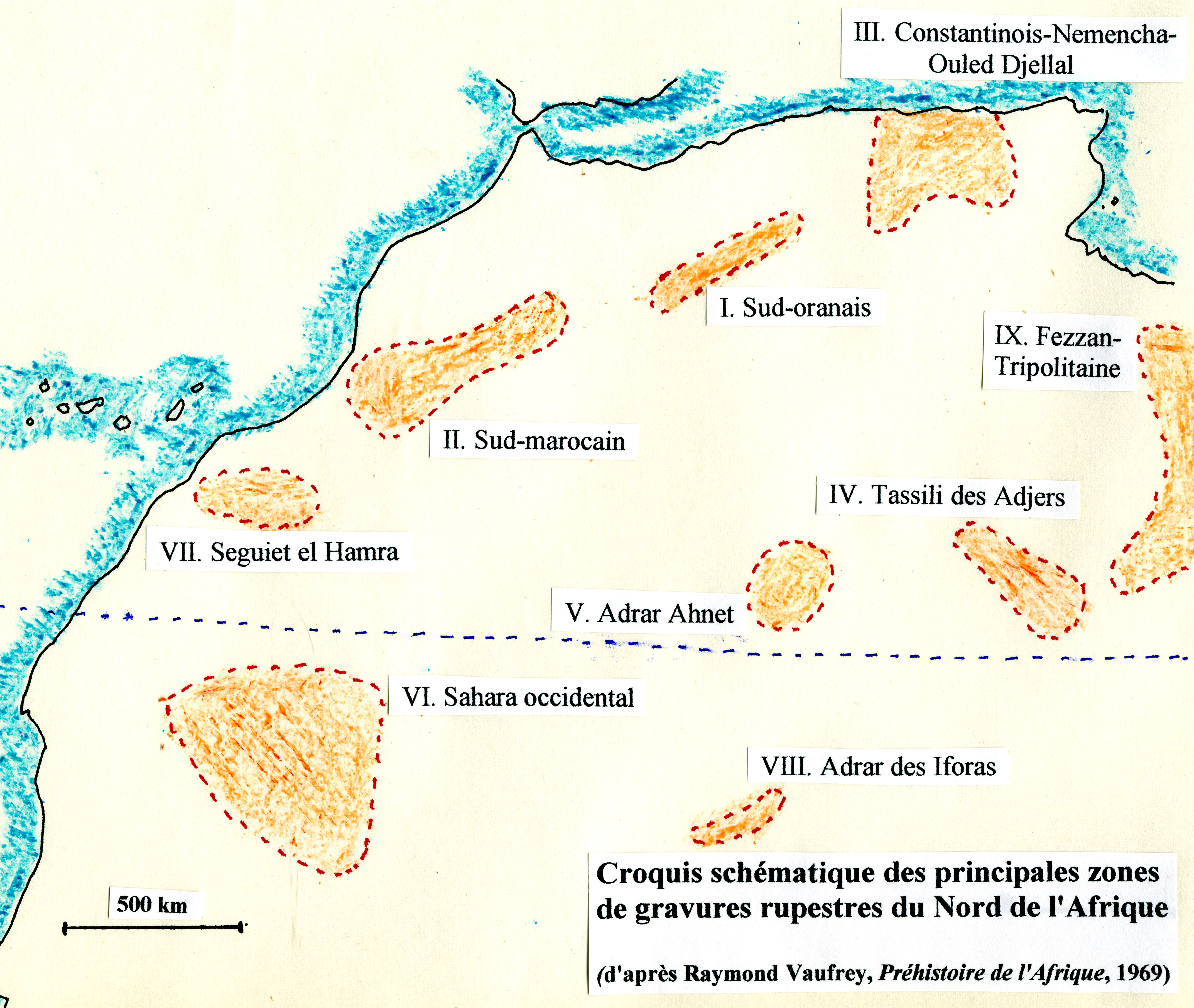
Principales zones d'art rupestre du Nord de l'Afrique

Les peintures rupestres de la Tadrart Rouge sont de vastes peintures et gravures rupestres, situées dans le parc culturel du Tassili, en Algérie, et couvrant une longue période chronologique, du début du Néolithique à l'époque récente.

## Description
Dans la Tadrart Rouge, notamment dans l’oued In Djaren, les parois rocheuses et les abris-sous-roche sont parsemés de peintures et gravures rupestres, documentant les changements climatiques qui ont marqué l'évolution de la région, d'une savane il y a 10 000 ans à un désert il y a 5 000 ans.
Ces peintures rupestres ont évolué avec le temps, passant de la grande faune sauvage, comme les éléphants, les rhinocéros, les girafes, les antilopes, les bovins sauvages, aux animaux domestiques comme les ovicapres, les chevaux et finalement les chameaux.

## Galerie

Détails des peintures et gravures
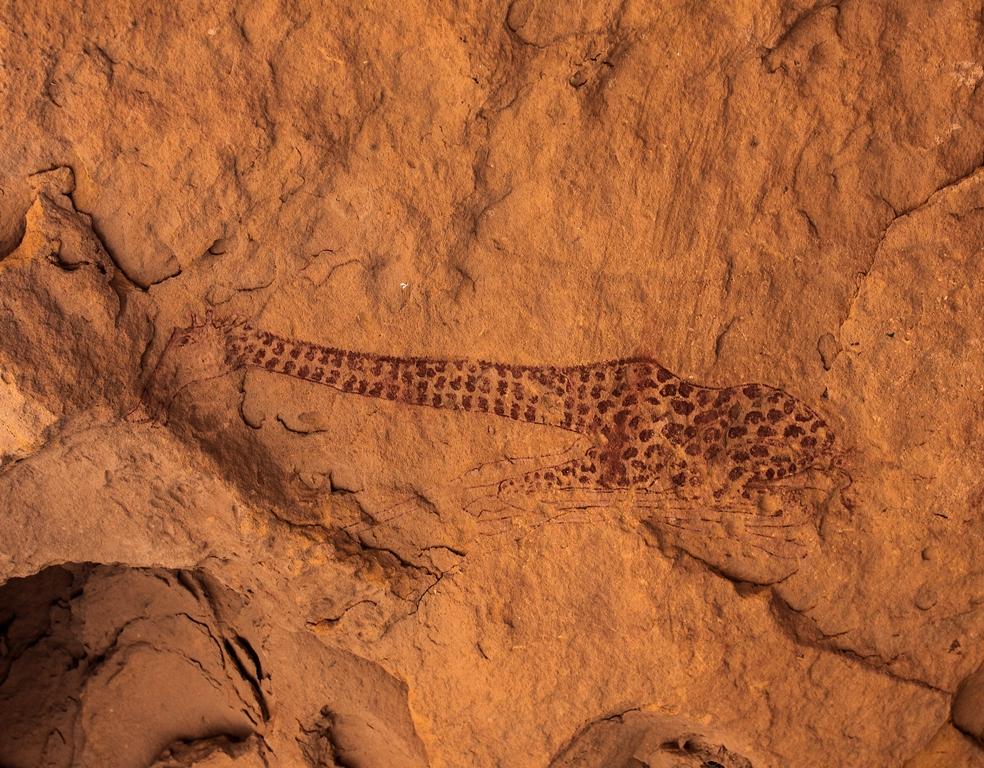
Girafe accroupie au contour et ocelles rouges
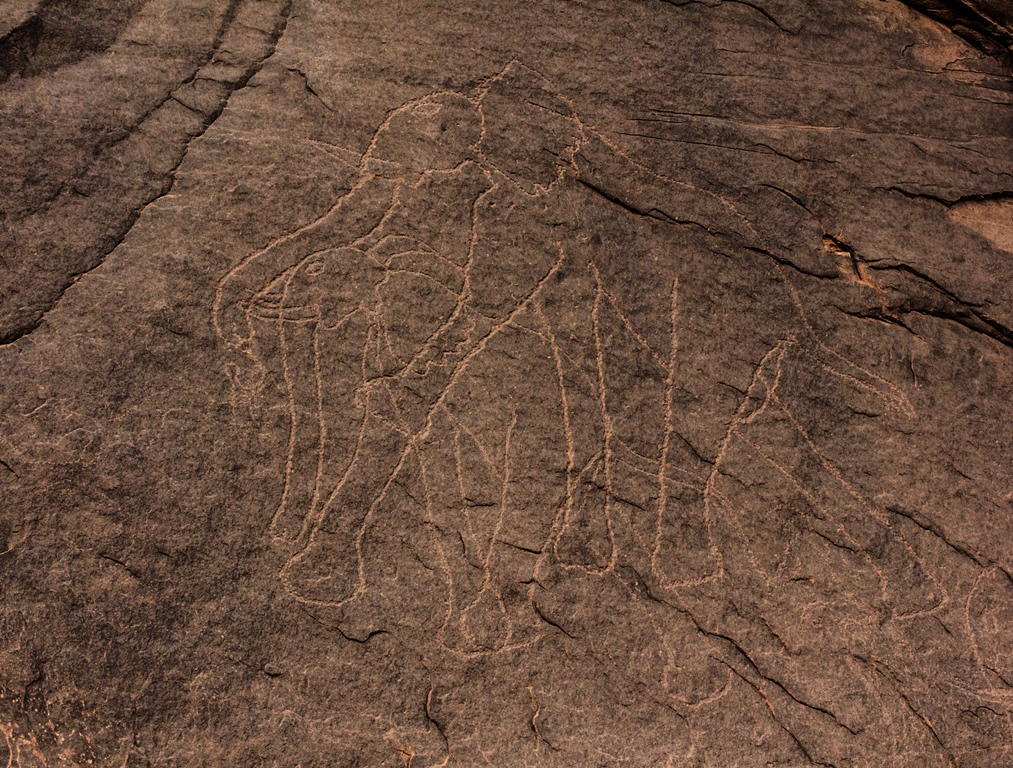
Troupeau d'éléphants
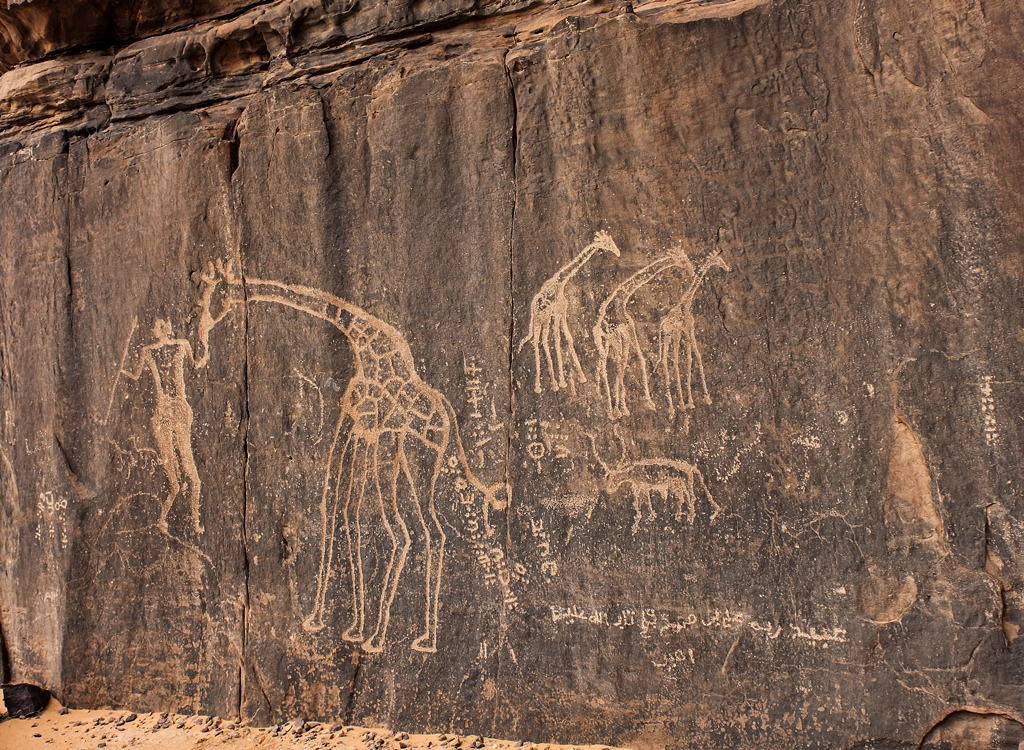
Chasseur aux girafes; des inscriptions en arabe et tifinagh
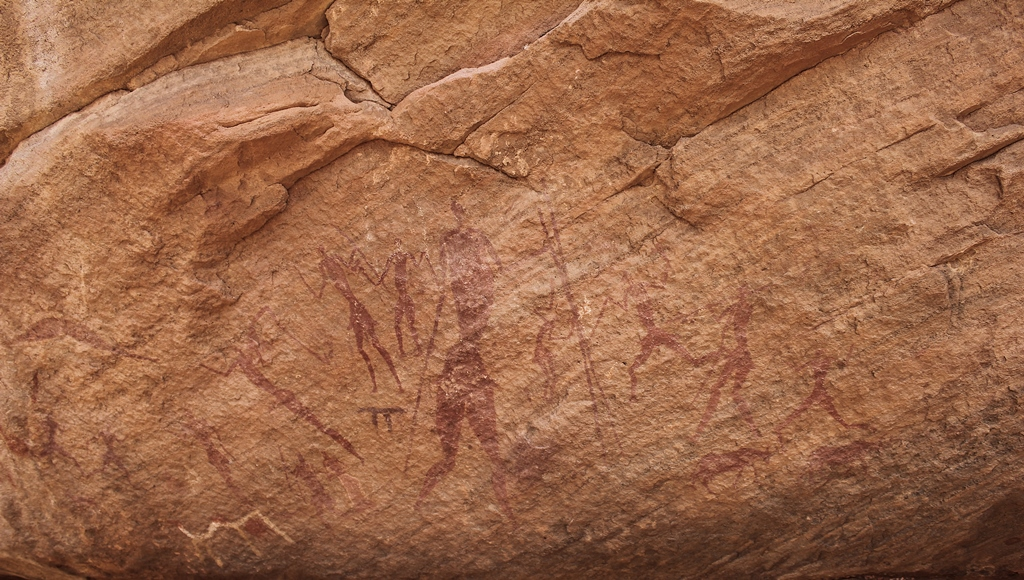
Hommes avec des bâtons
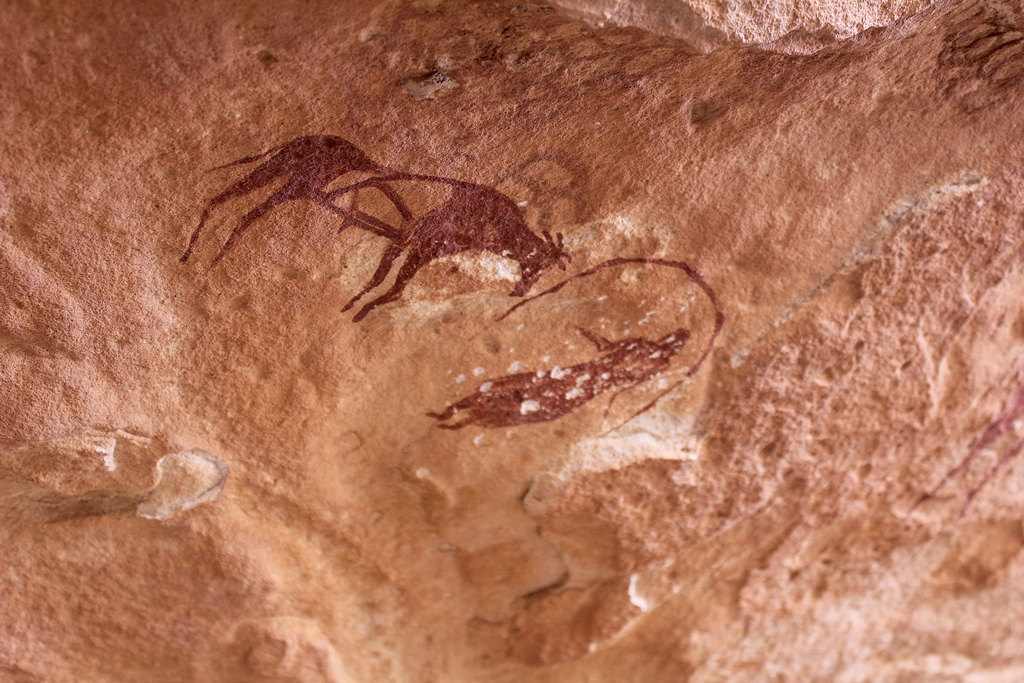
Bovins avec femme

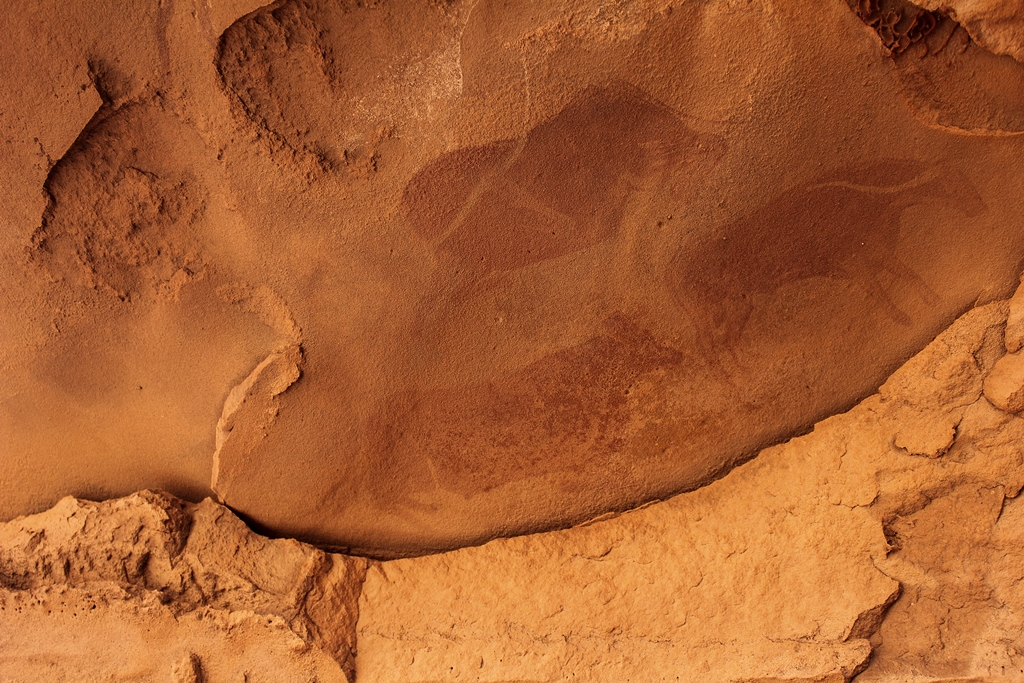
Faune sauvage
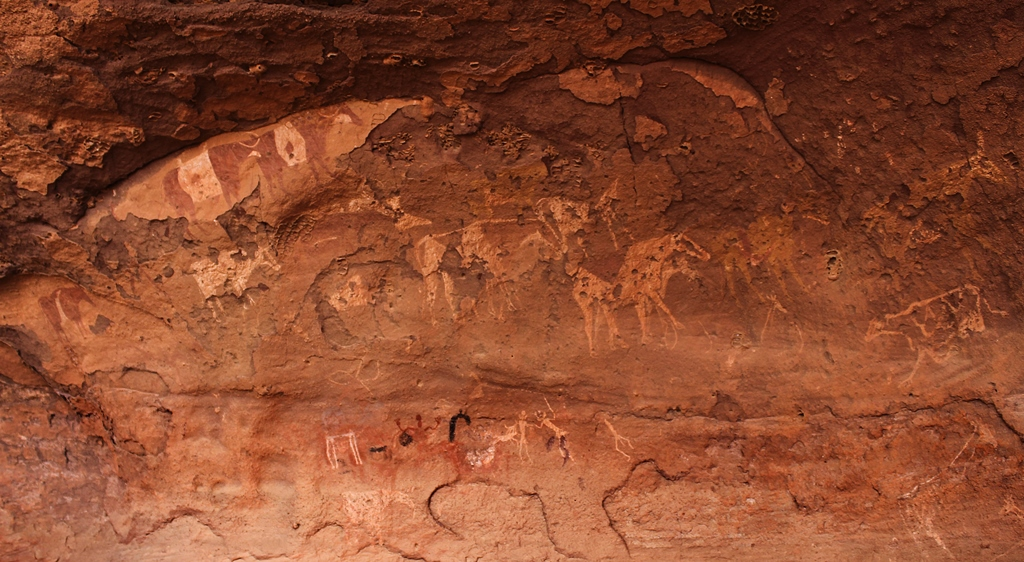
Bovins et scènes pastorales
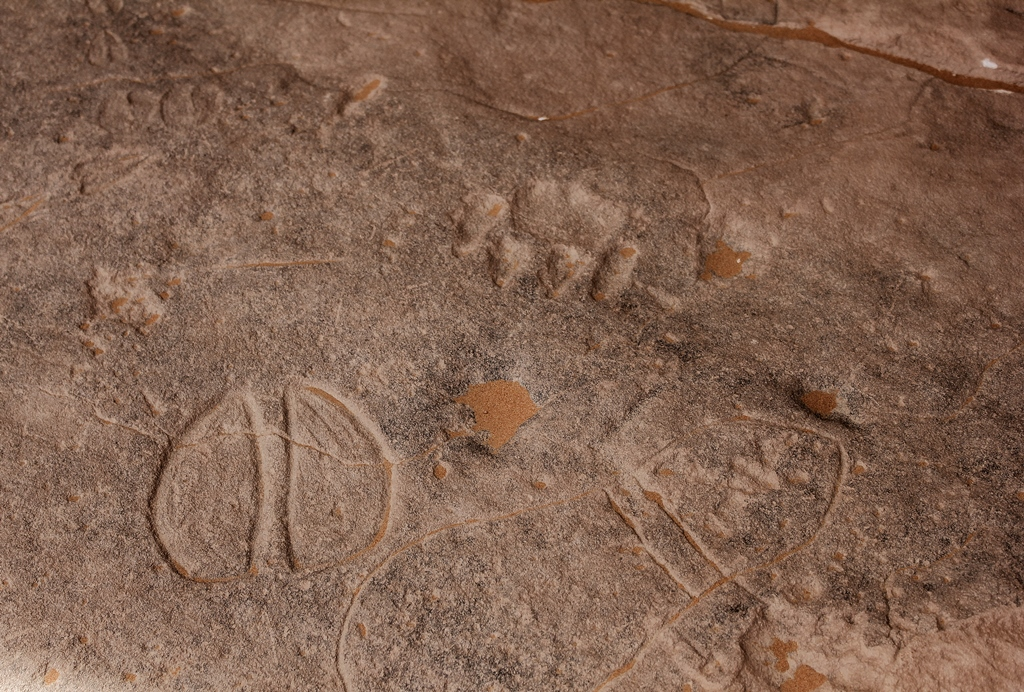
Empreintes d'animaux
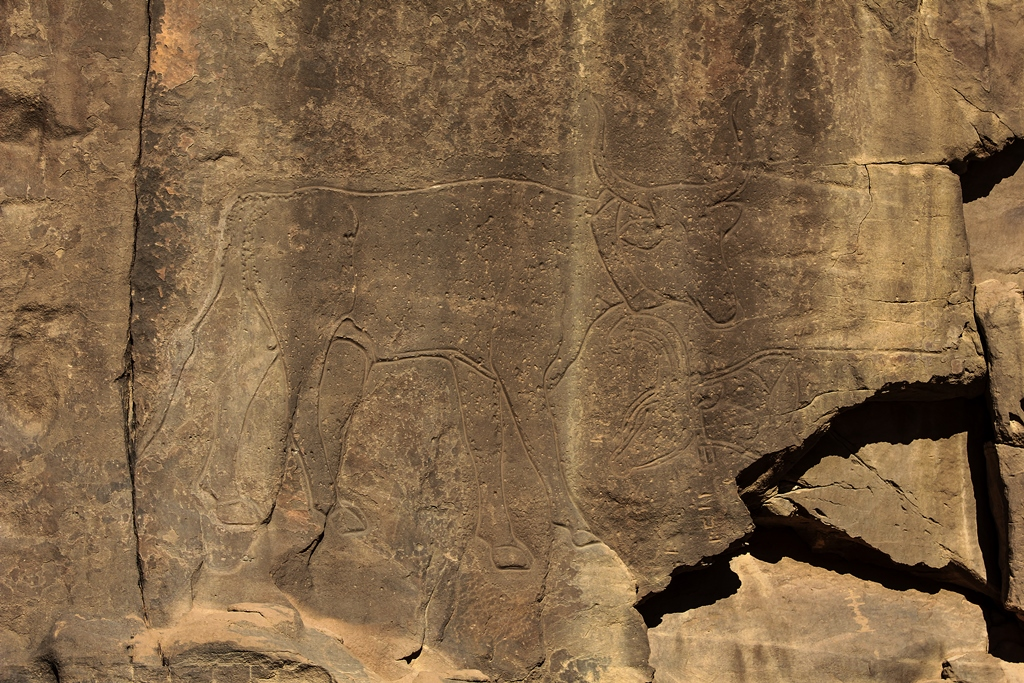
Bestiaux